# Baiti
Baiti è un distretto di Nauru. Fa parte della circoscrizione elettorale d'Ubenide assieme ai distretti di Denigomodu, Nibok e Uaboe.
Baiti si trova nella parte nord-occidentale dell'isola, è bagnato dall'Oceano Pacifico e confina con i distretti di Ewa, Anabar, Anibare e Uaboe. Ha un'altitudine media di 25 metri sul livello del mare, una superficie di 1,23 km² e una popolazione di circa 600 abitanti.